# Dactyloceras nebulosum
Dactyloceras nebulosum is een vlinder uit de familie herfstspinners (Brahmaeidae). De wetenschappelijke naam is voor het eerst geldig gepubliceerd in 2002 door Brosch, Naumann & Meister.
De soort komt voor in het Afrotropisch gebied.